# فرانك كوالسكي
فرانك كوالسكي (بالإنجليزية: Frank Kowalski) هو سياسي أمريكي، ولد في 18 أكتوبر 1907 في الولايات المتحدة، وتوفي في 11 أكتوبر 1974 في نفس البلد. حزبياً، نشط في الحزب الديمقراطي. وقد انتخب عضو مجلس النواب الأمريكي.